# Kepler-65 e
 (mai 2025).
Kepler-65 e est une exoplanète de type Planète géante gazeuse en orbite autour de la son étoile hôte Kepler-65, située à environ 990,63 années-lumière de la Terre.

## Caractéristiques physiques
L'exoplanète se distingue par sa masse modérée de 0,82 MJ et son rayon de 1,2 RJ.

## Orbite
Elle orbite à 0,85  unité astronomique de son étoile, une distance comparable à celle de Vénus dans le système solaire.

## Découverte
L'exoplanète a été découverte par la méthode des vitesses radiales en 2019.

## Habitabilité
Les conditions d'habitabilité de cette exoplanète ne sont pas déterminées ou ne sont pas connues.